# Bergbau im Kreis Höxter

Städte und Gemeinden im Kreis Höxter

Der Bergbau im Kreis Höxter fokussierte sich auf die vergebliche Suche nach abbauwürdigen Erzvorkommen. In der Region gibt es ein Schwefelkiesvorkommen.

## Geschichte
Dem Abte der Abtei Corvey, Wibold von Corvey, Graf von Nordhausen, wurde bereits im Jahre 1150 von Kaiser Konrad III. das Recht verliehen, zu Eresburg, dem heutigen Marsberg, Hochsauerlandkreis, Gold, Silber, Kupfer, Blei, Zinn pp. zu graben und zu verarbeiten. Erst im Jahre 1616 erlaubte Abt Heinrich V. von Aschenbroch dem Joh. Diepel und seinen Mitgewerken auf eigene Kosten und Gefahr nach allerlei Erzen, Mineralien und Steinkohlen zu schürfen; vermutlich etwa 3 km westlich von Albaxen lag die Schürfstelle, die ohne Erfolg blieb. Abt Carl von Blittersdorf genehmigte 1724 die Anlage eines Schachtes am Bielenberg, doch fand man hier kein Erz. Ein weiterer Versuch mit geringer Ausbeute fand an der Nordostseite des Heiligengeisterholzes am Beerenbrock bei Fürstenau statt. Bei Hummersen und Falkenhagen in der Umgebung des Köterberges vorkommende Schwefelkiesadern führten zum Glauben, dass auch Gold und Silber zu finden seien, was sich jedoch nicht bestätigte. Schwefelkies in abbauwürdiger Menge fand man bei Bohrungen in der Umgebung von Hummersen, Falkenhagen, Rischenau, Hollerbeck, Kleinen-Breden und zuletzt bei Marienmünster 1916/17.
In den Steinbrüchen am Bielenberg, in denen Muschelkalk für die Zemtentherstellung gefördert wurde, gab es zur Zeit der Wehrmacht einen Lehrtunnelbau.